# Mednarodna fakulteta za družbene in poslovne študije
Mednarodna fakulteta za družbene in poslovne študije (kratica MFDPŠ) je fakulteta s sedežem v Celju, ki razvija in izvaja študijske programe s področja družbenih, ekonomskih, poslovnih in upravnih ved na dveh stopnjah študija, prav tako pa je dejavna na področju raziskovanja in mednarodnega sodelovanja.

Fakulteta ima trenutno akreditirane naslednje študijske programe, ki so razviti v skladu z bolonjskimi smernicami in so mednarodno primerljivi:
- Ekonomija v sodobni družbi (3-letni univerzitetni študijski program 1. stopnje)
- Poslovanje v sodobni družbi (3-letni visokošolski strokovni študijski program 1. stopnje)
- Management znanja (2-letni magistrski študijski program 2. stopnje)
- Vodenje in kakovost v izobraževanju (1-letni magistrski študijski program 2. stopnje)
- Management znanja (3-letni doktorski študijski program 3. stopnje)

MFDPŠ ima koncesijo za dodiplomski študij in magistrski program Management znanja, zato je študij za študente brezplačen ne glede na starost.

## Vodstvo
- Dekan: Srečko Natek
- Direktorica: Anja Lesjak
- Prodekan: Valerij Dermol

## Raziskovalna dejavnost
Raziskovalna dejavnost je ena izmed osnovnih dejavnosti MFDPŠ in temelji na aktivnostih in dosežkih vseh visokošolskih učiteljev, sodelavcev in ostalih raziskovalcev fakultete. Temeljna naloga raziskovalcev fakultete je izvajanje tovrstne dejavnosti v skladu z najvišjimi standardi raziskovalne odličnosti na področju ekonomije in poslovnih ved, upravnih in organizacijskih ved ter managementa, vzgoje in izobraževanja, računalništva in informatike, prava in drugih ved.
Vodja raziskovalne skupine je Špelca Mežnar.
Raziskovalna skupina MFDPŠ se imenuje Raziskovalna skupina za družboslovne in poslovne študije (ARRS 2711-001).